# Villa Ehinger

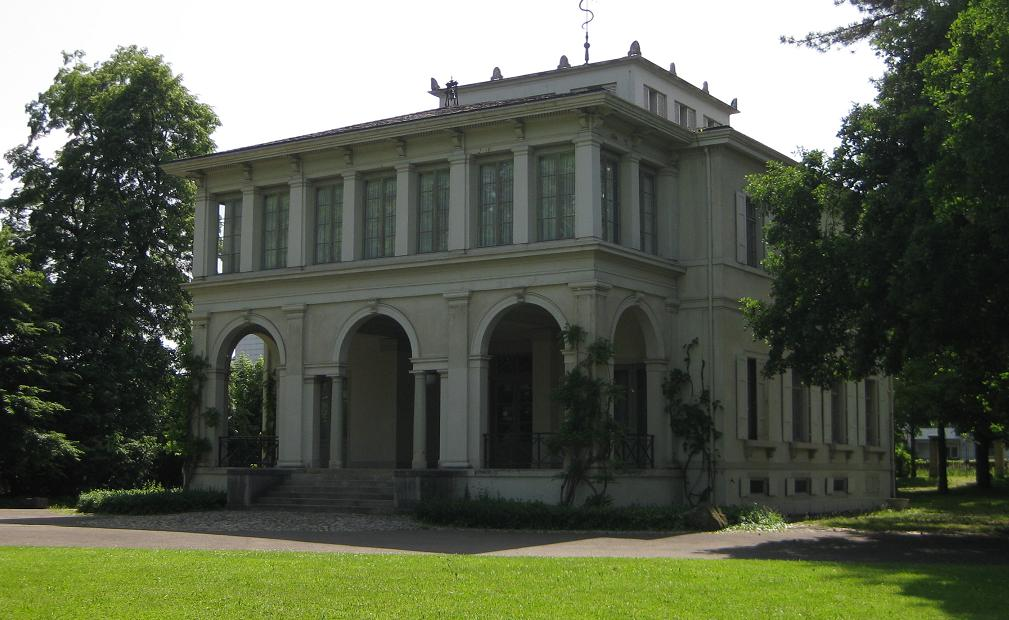
Blick vom Park

Die Villa Ehinger ist ein klassizistisches Gebäude im Ortsteil Neue Welt von Münchenstein (im Gebiet Birseck), (Basel-Landschaft) in der Schweiz. Die Villa trägt den Namen der letzten Besitzerfamilie.

## Lage
Als «Neue Welt» wurde geographisch das Gebiet, das mit dem Beginn der Industrieansiedlung am obersten Teil des St. Alban-Teiches entstand, bezeichnet. Der Kanal wurde im 12. Jahrhundert künstlich angelegt und in den Jahren 1624/25 nach Münchenstein, durch die Brüglinger Ebene, flussaufwärts bis an den Birswasserfall verlängert. Hier wird das Wasser aus der Birs abgezweigt. Die Villa stand ursprünglich in Verbindung mit der ehemaligen Hammerschmiede. Sie liegt inmitten einer Parkanlage oberhalb der Industrieanlagen der «Neuen Welt».

## Geschichte

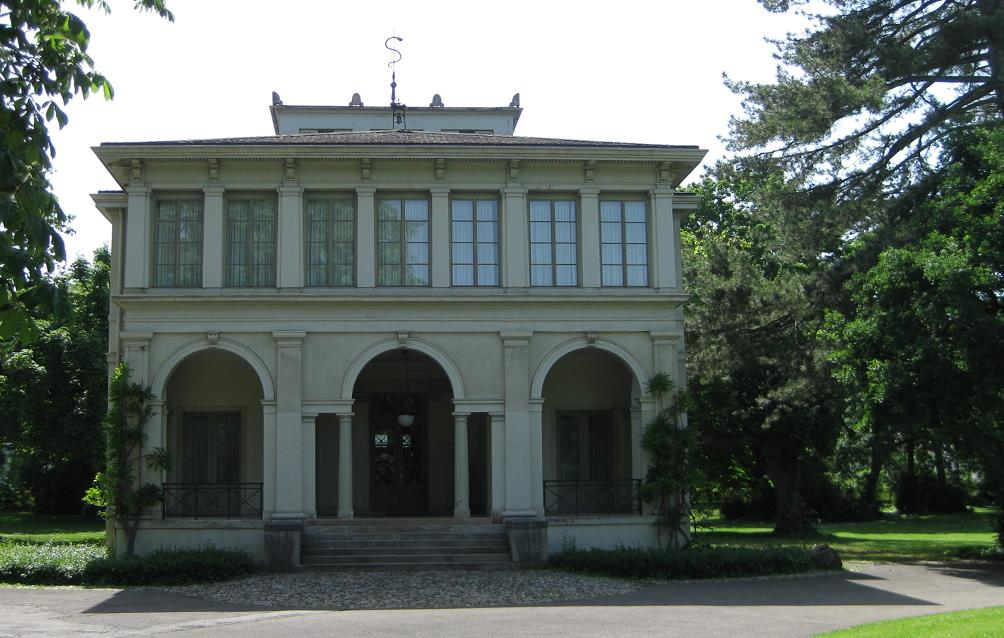
Villa Ehinger, heute die Musikschule des Gymnasiums Münchenstein

Die Hammerschmiede von 1660 ist das älteste Bauwerk am Teichkanal und wurde von Ludwig Krug errichtet. Im Jahre 1822 richtete Felix Sarasin (1771–1839) Begründers der Baumwollindustrie in der "Neuen Welt", eine Baumwollspinnerei ein. Sein Sohn Ludwig August Sarasin (1804–1831) der die technische Leitung der väterlichen Baumwollfabrik übernahm, liess er in deren Nähe einen herrschaftlichen Wohnsitz erbauen (1830). Sarasin starb 1831 vor Vollendung seines Sommersitzes.

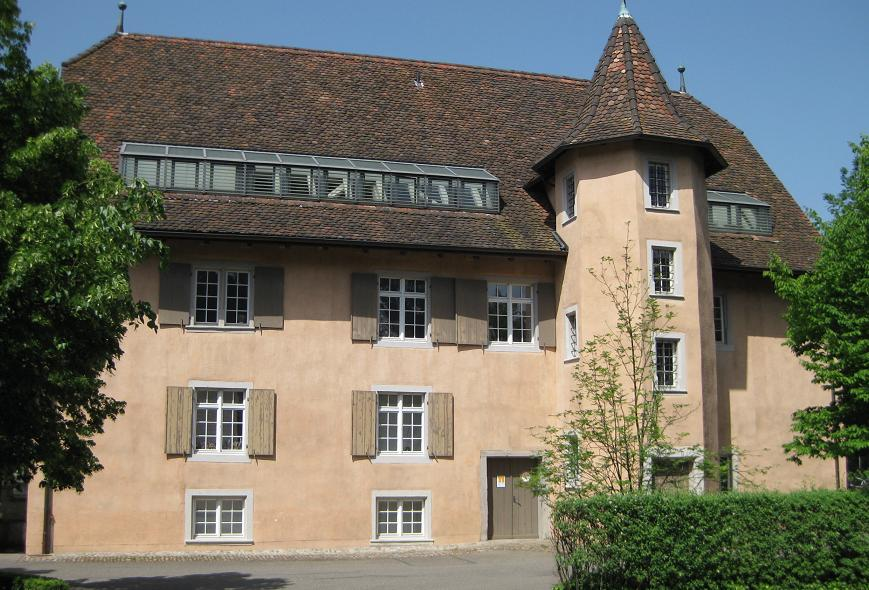
Hammerschmiede in der Neuen Welt, neu restauriert 1970

Sarasins Bekanntschaft mit dem jungen Architekten Melchior Berri veranlasste ihn wohl, diesen mit den Planung und Errichtung des Landsitzes zu beauftragen. War Berri bisher in der Stadt, z. B. beim Stadtcasino Basel und am St. Alban-Graben, an festgelegte Strassenfronten gebunden, so konnte er hier in der offenen Landschaft ein Haus planen, das allseitig frei stand und zu dem als Ambiente ein englischer Garten gehörte.
1851 heiratete Sarasins Tochter Julie (1829–1887) Ludwig Matthias Ehinger (1822–1900). Durch die Heirat kam das Sommerhaus in den Besitz der Familie Ehinger. Die Familie verkaufte das Grundstück samt Wohn- und Nebenbauten 1959 an die Gemeinde Münchenstein, welche es 1962 an den Kanton abtrat.
Die Villa wurde 1973 nach Abschluss der Restauration und Renovierung als Musikschule eingeweiht. Bei der Instandstellung ging es darum, dem kunsthistorisch bedeutenden Baudenkmal eine neue Funktion zu geben, ohne dass wesentliche räumliche Veränderungen vorgenommen werden mussten. Die Villa Ehinger wurde als die reinste Schöpfung der Neurenaissance in der Schweiz bezeichnet.

## Architektur

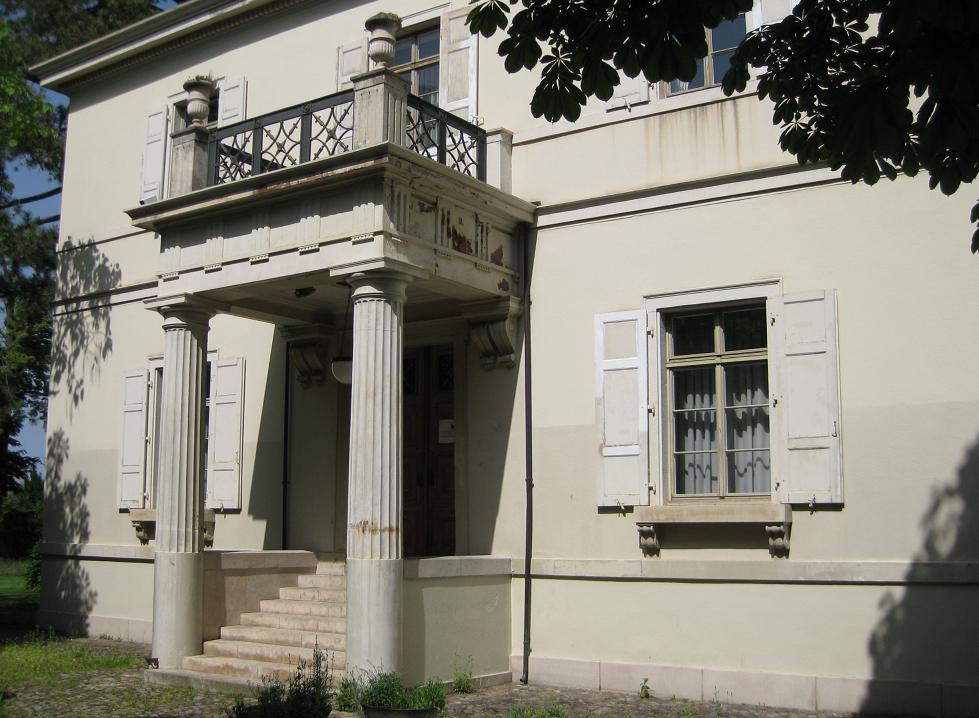
Portikus und Haupteingang

Die Villa ist ein zweistöckiger Bau auf fast quadratischem Grundriss. Auf der westlichen Seite bildet ein Portikus den Eingang. Zwei dorische Säulen tragen über einem Triglyphengebälk den Balkon. Angebaut auf der östlichen Seite (gegen den Park) ist eine zweistöckige, aber schmälere Loggia. Die Rundbogenhalle (Palladiomotiv) mit Fensterlaube ist einer der bedeutendsten Gebäudeteile dieser Villa. In der Mitte des Pyramidendaches ist das Fenstergeschoss mit Giebelverzierung (Akroterion) und eine Dachspitze (Äskulapstab). An der Südfront ist der für den Zeitstil typische Brunnen erhalten geblieben.

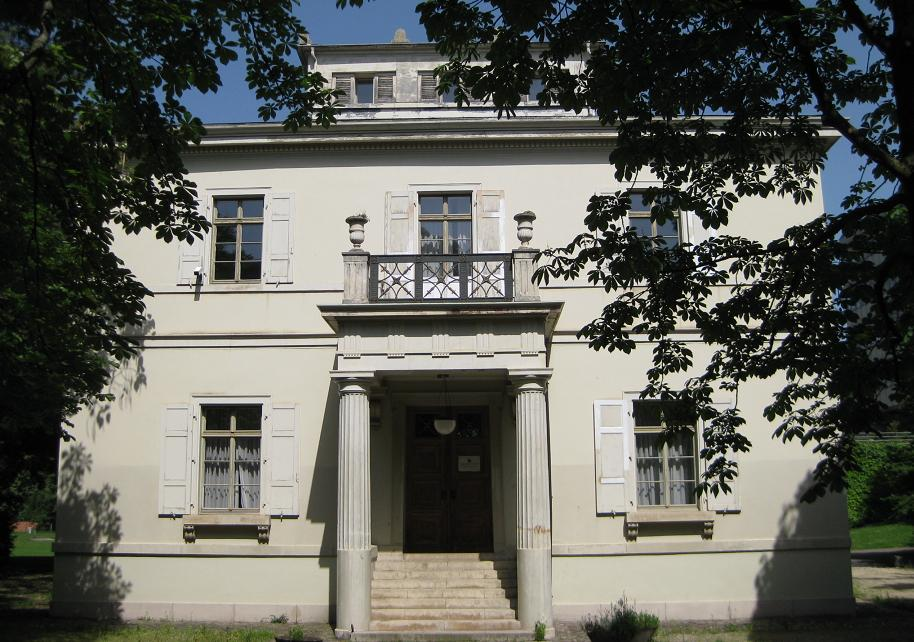
Rückfassade

Im Innern ist die Aufteilung der Räume nach der West-Ost-Achse gerichtet und rund um die zentrale Halle gruppieren sich die Zimmer. Nicht nur die Stuckdecken, sondern auch der klassizistische weisse Ofen im Obergeschoss und die Zeichnung des Portikus sind im Originalentwurf von Berri erhalten geblieben.

## Renovation 2011
Von Februar bis Oktober 2011, unter der Bauherrschaft des Bau- und Umweltschutzdirektion des Kantons Basel-Landschaft, wurden Renovationsarbeiten an der Villa Ehinger abgeschlossen. Im Projekt einbezogen wurden Arbeiten wie Fensterersatz, Instandsetzung der Natursteinarbeiten, Erneuerung der Dacheindeckung, Wärmedämmung im Obergeschoss und Erdbebenertüchtigung. Das Projekt kostete beinahe drei Millionen Schweizer Franken. Das Gebäude wird weiterhin für den Musikunterricht am Gymnasium Münchenstein genutzt.